# Nordisk Film
Nordisk Film A/S è un'azienda danese del settore dell'editoria e dell'intrattenimento fondata a Copenaghen nel 1906 dal cineasta Ole Olsen. È la quarta più vecchia società di produzione cinematografica al mondo, dopo la Gaumont, la Pathé e la Titanus, ma è la prima ad essere stata attiva senza interruzioni.

## Storia

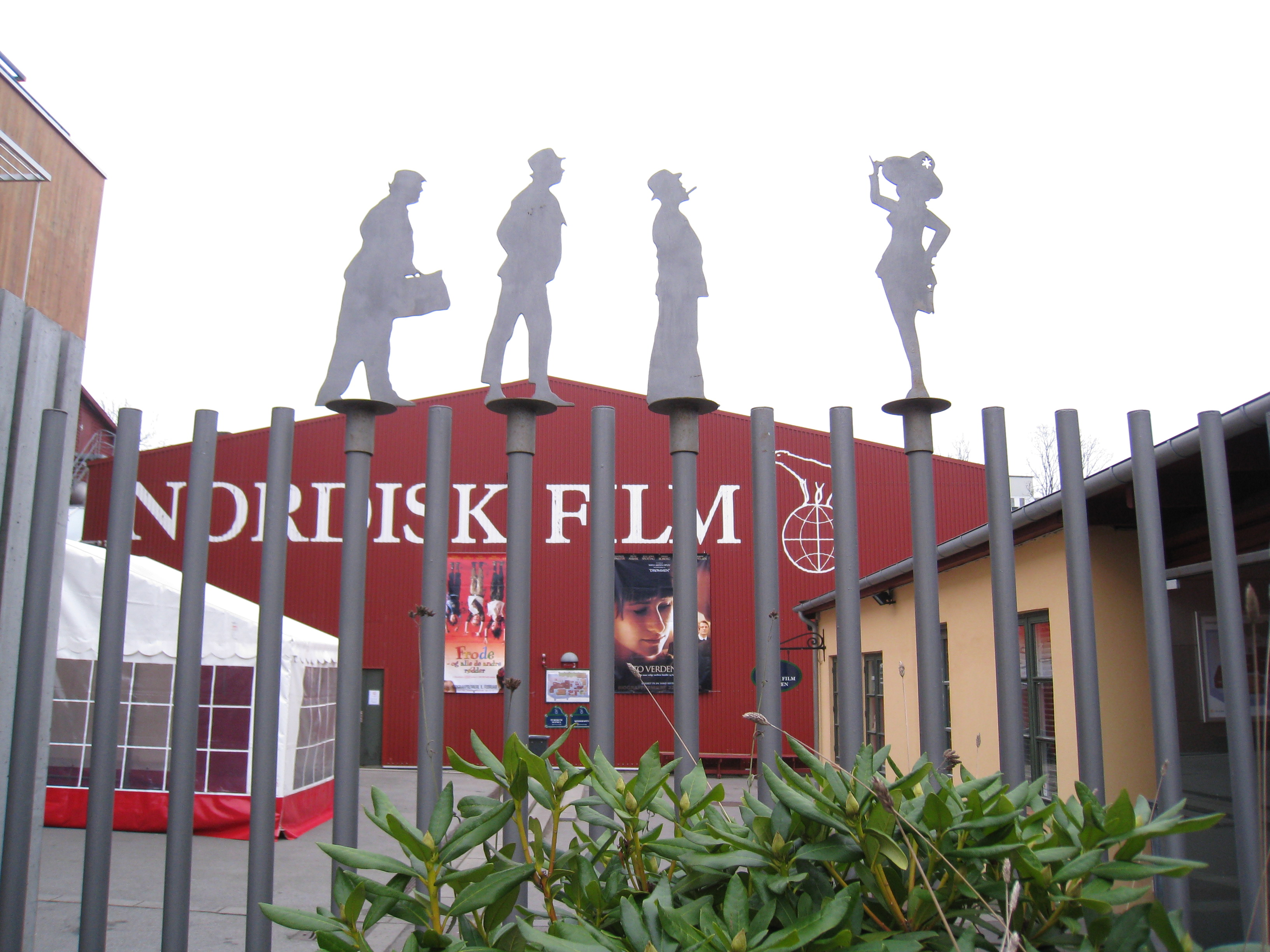
Ingresso principale dell sopra il cancello.

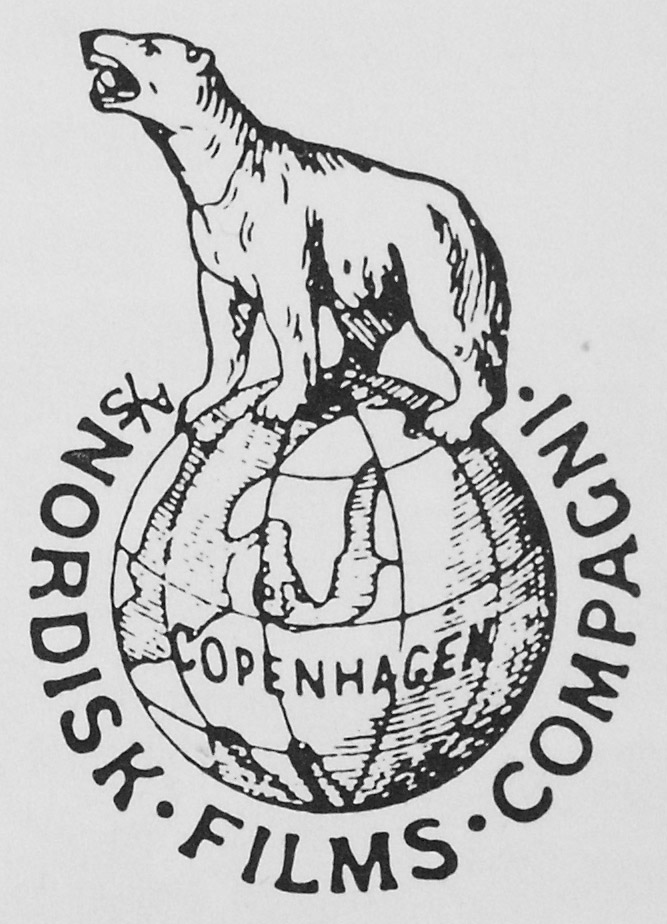
Logo del 1906 della Nordisk Film

Olsen dette vita alla sua azienda a Valby, un sobborgo di Copenaghen, e la chiamò dapprima, per breve tempo, "Ole Olsen's Film Factory", per poi passare alla denominazione Nordisk Film Kompagni.
Nel 1908 egli aprì una filiale a New York, la Great Northern Film Company, per gestire la distribuzione dei propri film sul mercato americano. Essendo stata esclusa dal cartello statunitense MPPC, al quale avrebbe voluto unirsi, la Nordisk prese parte al Paris Film Congress nel tentativo, peraltro anch'esso fallito, dei maggiori produttori europei di stabilire un monopolio analogo.
L'azienda, nel 1911, come Nordisk Film, divenne una Società ad azionariato diffuso
Nel 1992 la compagnia si è fusa con la Egmont, e opera attualmente come gruppo di produzione e distribuzione di media elettronici, con 1.900 dipendenti. Il fatturato totale per il 2018 si aggira sui 498 milioni di Euro.
Al giorno d'oggi la Nordisk Film è la più antica compagnia di produzione cinematografica ancora operativa nel mondo. Egmont Nordisk Film è il più grande produttore e distributore di intrattenimenti elettronici dell'intera regione nord-europea.
L'azienda produce e co-produce lungometraggi nazionali ed internazionali in Danimarca, Svezia e Norvegia, che vengono distribuiti ai cinema della Scandinavia, comprese le 208 sale di proprietà della compagnia in Danimarca ed in Norvegia. I film sono anche distribuiti internazionalemte per la visione, oltre che nelle sale cinematografiche, su home video o per la televisione. Occasionalmente la Nordisk produce anche cinema d'animazione.
Attraverso la Nordisk Film Foundation la Nordisk Film si occupa di avallare nuovi talenti. Con un budget annuale di ca. 3,5 milioni di DKK, la Nordisk Film Foundation ha contribuito allo sviluppo dell'industria cinematografica danese degli ultimi 20 anni, attraverso borse di studio, sovvenzioni e riconoscimenti. Nel 2015 la Nordisk Film Foundation ha lanciato il progetto "The Polar Bear's Author Camp", innalzando per l'occasione il budget totale a 4,5 milioni di Euro 
Il 18 maggio 2012 la Nordisk Film ha concluso un accordo pluriennale con la Lions Gate Entertainment per la distribuzione dei propri film (insieme a quelli della Summit Entertainment) nell'intera Scandinavia. Nel settembre 2012 la DreamWorks ha siglato una partnership con la Nordisk per la distribuzione dei film DreamWorks in Scandinavia. Il 31 Marzo 2017 la 20th Century Fox ha concluso con la Nordisk un accordo per la distribuzione in Danimarca e Svezia.

## Settori

### Nordisk Film Production
La Nordisk Film Production produce film e serie TV, dando vita a circa 15 fra film e opere di fiction televisiva annualmente, in Scandinavia, con l'impiego di 12 produttori. La strategia generale della Nordisk Film Production è la stessa di quando l'azienda è stata fondata: fornire intrattenimento per un vasto pubblico. La divisione produce lungometraggi, film d'animazione, cortometraggi, serie TV e documentari TV per il mercato scandinavo ed internazionale.

### Nordisk Film Distribution
La Nordisk Film Distribution tratta e distribuisce i diritti per proprie produzioni, per un certo numero di film a circolazione locale e per produzioni indipendenti. Nello stesso tempo ha un accordo di cooperazione con la Sony Pictures Entertainment per la distribuzione nel circuito teatrale. La Egmont/Nordisk Film è responsabile di circa 1/5 dei film circolanti nei paesi nordici, mentre il settore Video Distribution ha un ruolo di primo piano nello stesso ambito; la TV Distribution non solo tratta la vendita e la distribuzione dei diritti cinematografici e dei format di intrattenimento nei paesi scandinavi, ma gestisce anche la vendita dei diritti, a livello mondiale, per i maggiori produttori cinematografici scandinavi

### Nordisk Film Interactive
La Nordisk Film Interactive possiede i diritti esclusivi di distribuzione dei prodotti Sony PlayStation nei Paesi nordici, venendo in tal modo ad essere responsabile di una sostanziale area produttiva della Nordisk Film.

### Nordisk Film Cinemas
La Nordisk Film Cinemas è la principale catena di cinematografi in Danimarca e Norvegia, con un totale di 39 sale cinematografiche e circa 10 milioni di spettatori annui. Nell'Aprile del 2013 la Nordisk Film ha acquisito la totalità delle quote della Oslo Kino, la maggiore catena di sale cinematografiche (15) in Norvegia. La Nordisk Film è altresì co-proprietaria della  KinoCity Drammen, il che assicura alla compagnia una quota di mercato del 28% in Norvegia.

### Nordisk Film Games
La Nordisk Film Games investe nello sviluppo di videogiochi nei paesi nordici.
Uno dei primi videogiochi della Nordisk Film è stato KoGaMa. KoGaMa è una piattaforma sandbox online di videogioco gestionale 3D multiplayerMultiverse Aps creato dalla Nordisk Film nella quale i giocatori utilizzano, condividono e creano giochi all'interno del loro browser. Grazie ad un terreno e ad una logica di gioco liberamente conformabili gli utilizzatori possono scegliere fra battaglie, avventure ed altri temi. Non è richiesto un pagamento diretto per giocare con KoGaMa, ma l'acquisto di entità chiamate "cubi dorati" permette di usufruire di contenuti esclusivi; è necessario tuttavia il download di un Unity Webplayer. KoGaMa, ideato da Christian Rask and Casper Strandbygaard, conta attualmente più di un milione di utenti registrati

### Acquisizione della Avalanche Studios
Il 30 maggio 2018 è stato annunciato l'acquisto della Avalanche Studios da parte della Nordisk Film.

## Film significativi
- Den hvide slavehandel (1910)
- Liebelei (1913)
- Ned med Vaabnene! (1915)
- Revolutionsbryllup (1915)
- Maharadjahens Yndlingshustru I (1917)
- Maharadjahens Yndlingshustru II (1919)
- Præsidenten (1919)
- Pagine dal libro di Satana (Blade af Satans Bog) (1921)
- Il torneo delle maschere (Jokeren) (1928)
- Adam og Eva (1953)
- Sommer i Tyrol (1964)
- Slå først, Frede! (1965)
- Olsen-banden (14 film, 1968-1998)
- Forræderne (1983)
- Fuglekrigen i Kanøfleskoven (1990)
- Jungledyret Hugo (1993)
- Jungledyret Hugo 2: Den store filmhelt (1995)
- Aberne og det hemmelige våben (1995)
- Pioggia infernale (Hard Rain) (1998; co-produzione)
- Aiuto! Sono un pesce (Hjælp, jeg er en fisk) (2000)

- Terkel in Trouble (Terkel i Knibe) (2004)
- Jungledyret Hugo 3: Fræk, flabet, og fri (2007)
- Rejsen til Saturn (2008)
- R (2010)
- Klassefesten (2011)
- Dirch (2011)
- Ronal Barbaren (2011)
- Kapringen (2012)
- Kon-Tiki (2012)
- Sorg og glæde (2013)
- Olsen Banden paa Dybt Vand (2013)
- Nordvest (2013)
- Når dyrene drømmer (2014)
- Kapgang (2014)
- Testament of Youth (2014)
- Land of Mine - Sotto la sabbia (Under sandet) (2015)
- Nøgle hus spejl (2015)
- Krigen (2015)
- 9. april (2015)
- Klassefesten 3: Dåben (2016)
- Midsommar - Il villaggio dei dannati (Midsommar), regia di Ari Aster (2019)[31]

## Serie TV significative
- Huset på Christianshavn (84 episodi, 1970-1977)
- Monopoly (Matador) (24 episodi, 1978-1982)
- Första Kärleken (1992)
- Martin Beck (1997-2010)
- Mord uden grænser (2015)[32]
- Arne Dahl (co-produzione) (2015)